# Santiago Lizana
Santiago Nicolás Lizana Lizana (* 30. September 1992 in Rancagua) ist ein ehemaliger chilenischer Fußballspieler. Der Mittelfeldspieler gewann eine chilenische Meisterschaft.

## Karriere
Santiago Lizana begann 2011 seine Profikarriere beim CD O’Higgins, wo er bereits in der Jugend gespielt hatte. Er stand bis 2017 beim Team aus Rancagua unter Vertrag und feierte in der Apertura 2013/14 den ersten Meistertitel des Klubs in dessen Historie. Im Jahr 2018 wechselte er zum CD Palestino, mit dem er 2018 die Copa Chile gewann. Während er 2018 noch in 18 Pflichtspielen eingesetzt wurde, lief er 2019 nur noch zweimal auf und wechselte zu Santiago Morning in die Primera B, wo er zwei Jahre unter Vertrag stand.

## Erfolge
O’Higgins
- Chilenischer Meister: 2013/14-A
- Chilenischer Supercup-Sieger: 2014

Palestino
- Chilenischer Pokalsieger: 2018